# シボレー・トレイルブレイザー (クロスオーバー)
トレイルブレイザー（Trailblazer）は、アメリカ合衆国の自動車メーカーであるゼネラルモーターズ（GM）のブランド、シボレーにて販売している中型クロスオーバーSUVである。

## 概要
2019年4月16日、上海モーターショーにて初公開。2019年11月には、ロサンゼルスオートショーにて公開。北米市場では、トラックスよりも大きくエクイノックスより小さい、サブコンパクトクロスオーバーに位置する。韓国GMが開発し、プラットフォームにはビュイック・アンコール GXにも使用されるFF乗用車系のVSS-Fプラットフォームを採用。韓国/北米市場向けなどには韓国GMが、中国市場向けにはGMと上海汽車集団との合弁会社である上汽通用汽車（SAIC-GM）が生産を担当する。
韓国/北米向けのパワートレインは1.2L直列3気筒ターボガソリンエンジンと1.3L直列3気筒ターボガソリンエンジンが用意され、4WDモデルには9速ATが組み合わされる。一方、中国向けには121kW、240Nmを発揮する1.3L直列3気筒ターボガソリンエンジンのみがラインナップされる。

## ギャラリー

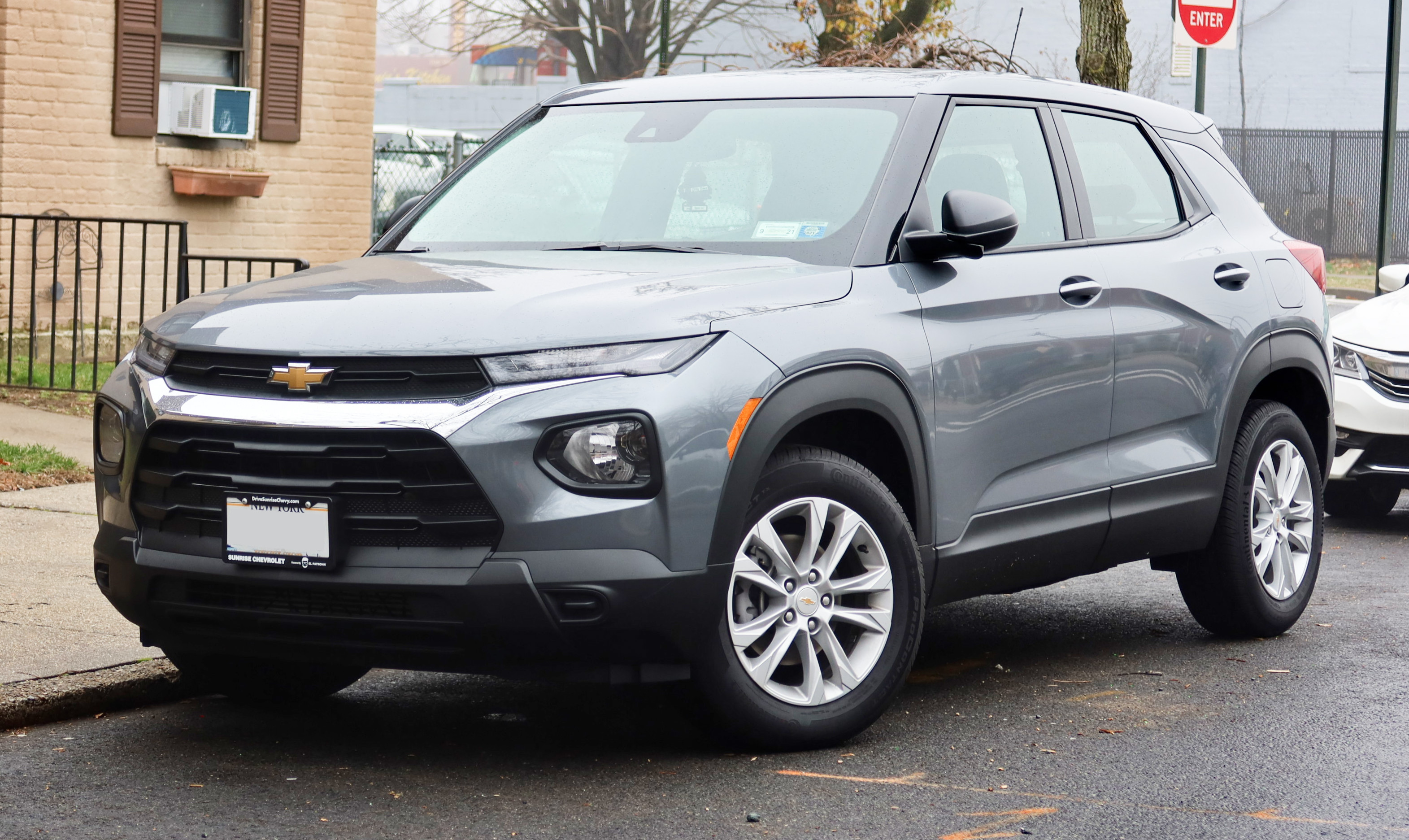
2021シボレートレイルブレイザーLSAWD（アメリカ合衆国）
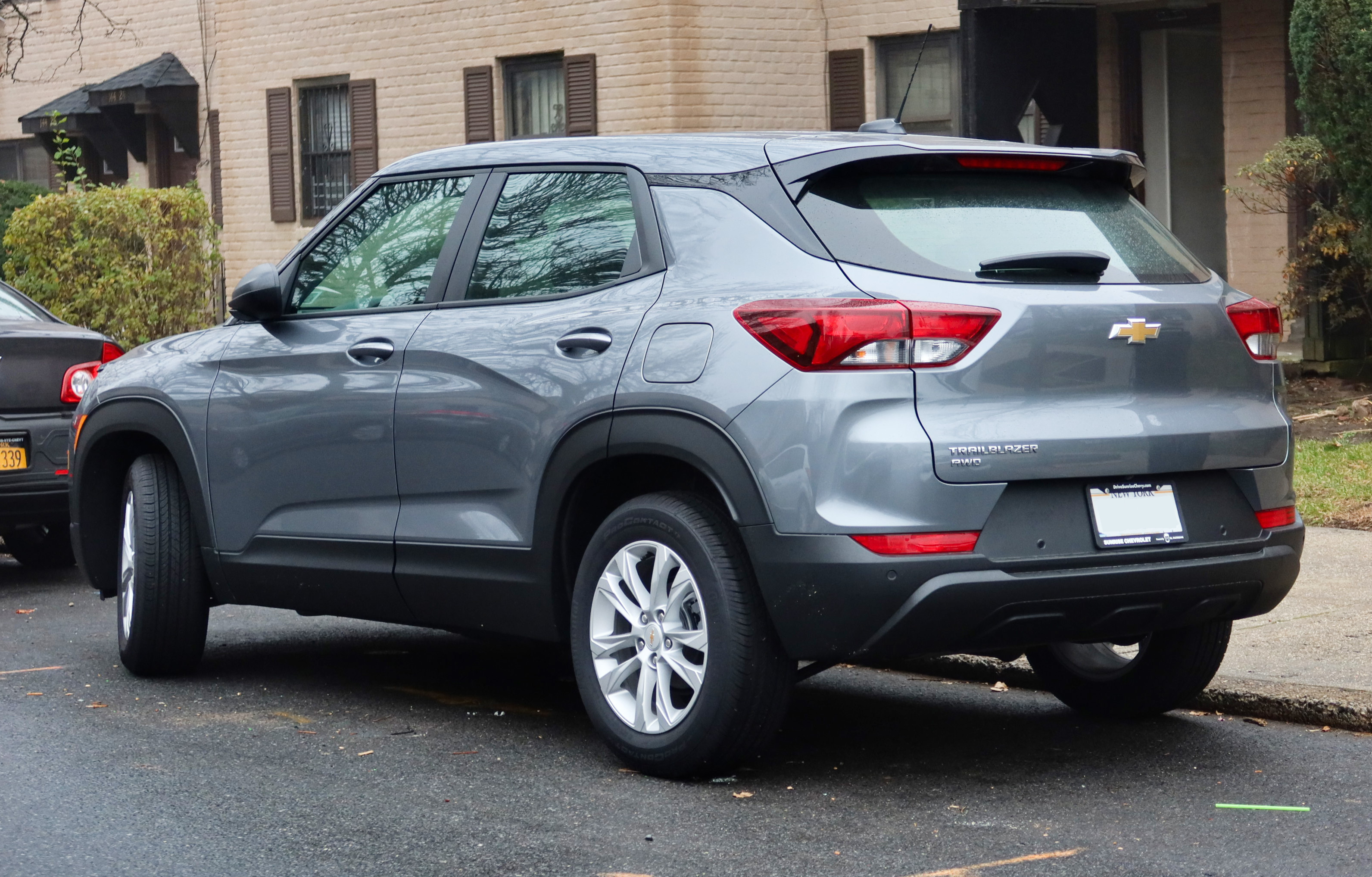
2021シボレートレイルブレイザーLSAWD（アメリカ合衆国）
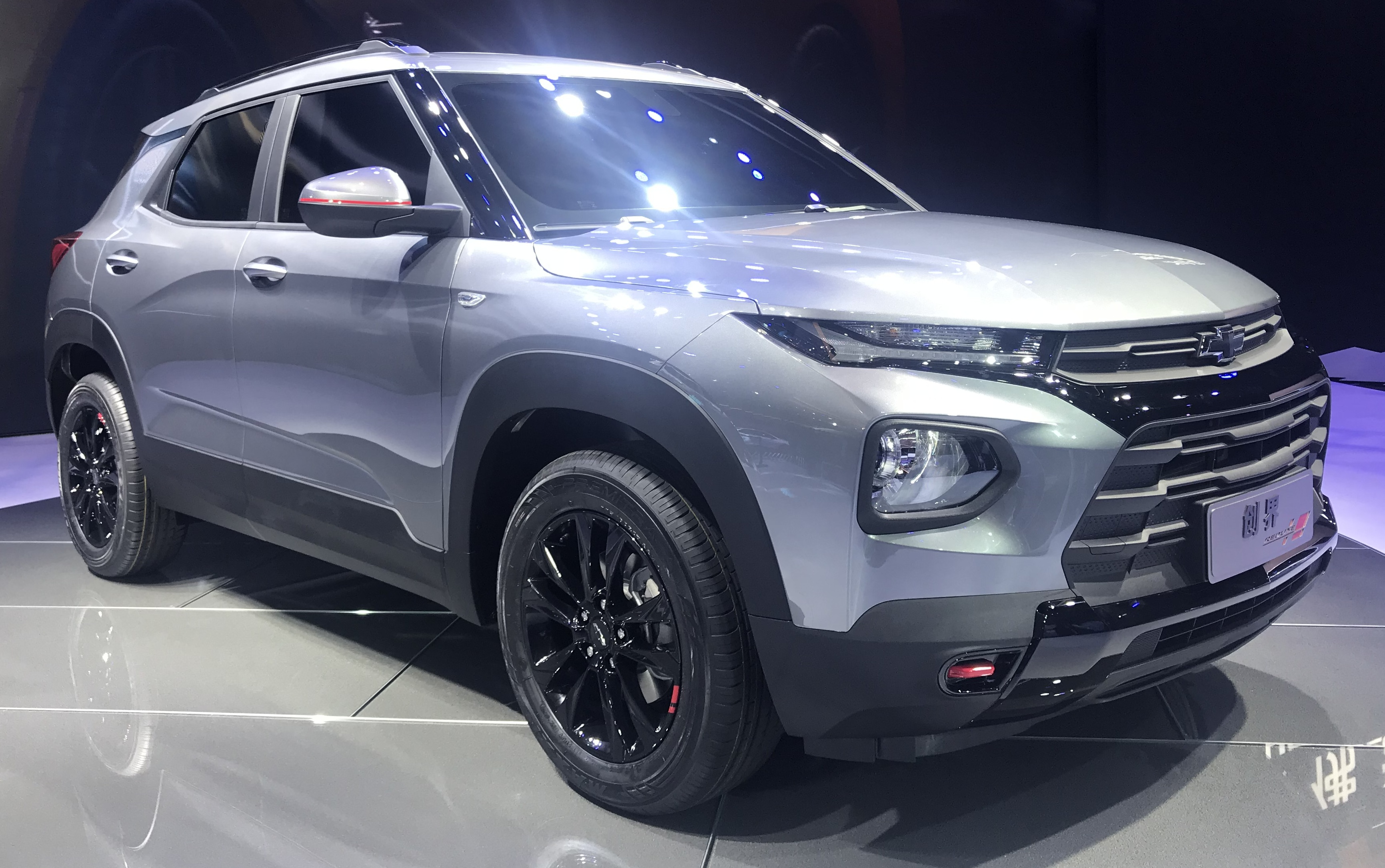
2019シボレートレイルブレイザー（中国）
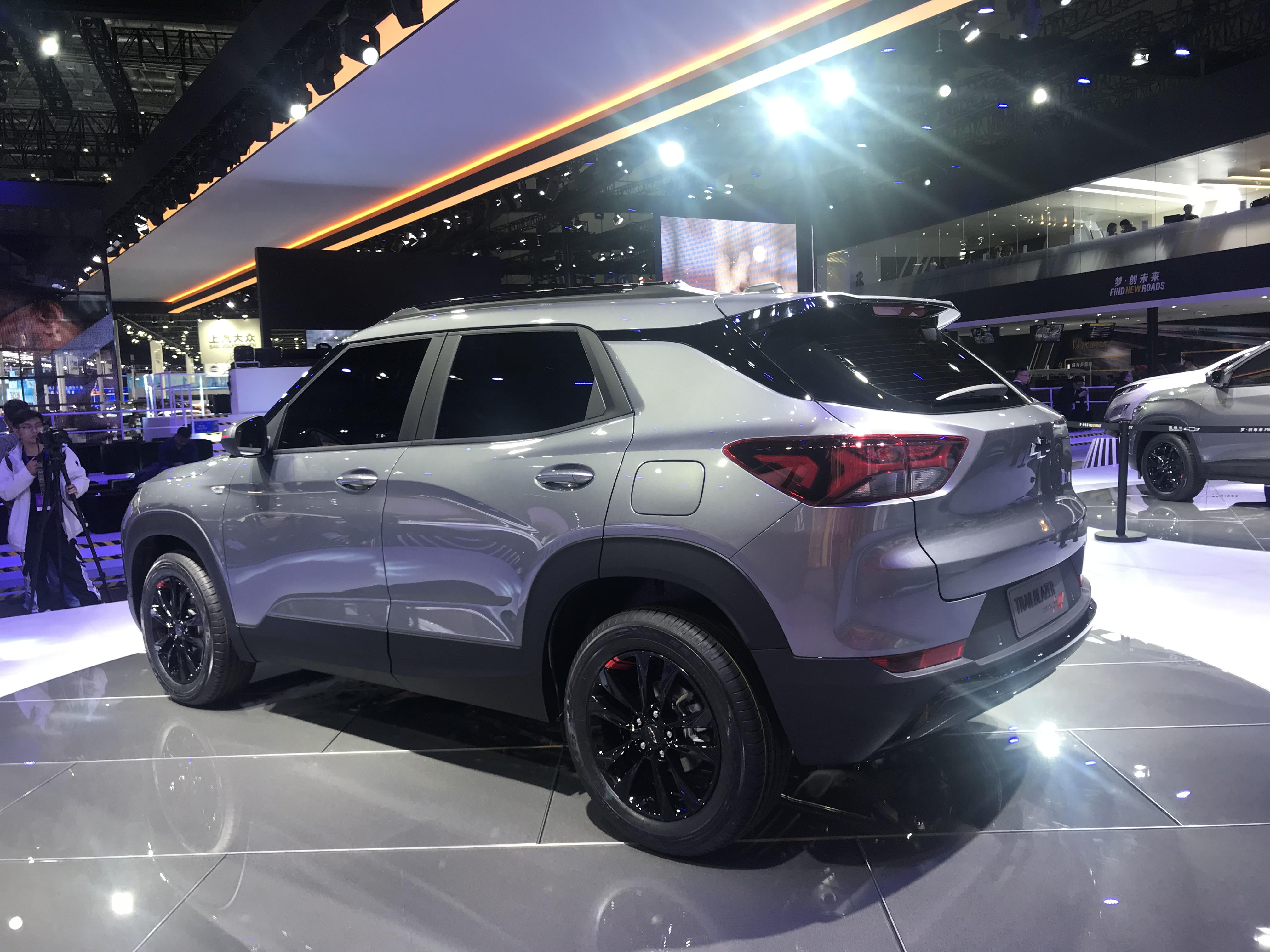
2019シボレートレイルブレイザー（中国）